# Isaac Murphy (Benediktinerabt)
Isaac Murphy OSB (* 1963 in Montreal, Kanada) ist der erste Laienbruder, der in der Geschichte der Neuzeit zum Abt eines Benediktinerklosters gewählt wurde. Seit 2024 leitet er die Saint Anselm Abbey in Goffstown, New Hampshire. Isaac Murphy ist der erste Benediktiner-Abt, der kein Priester ist, nachdem Papst Franziskus 2022 die Regelung eingeführt hatte, dass auch Laienbrüder zu Äbten gewählt werden dürfen.

## Biografie
Isaac Murphy wuchs in Kanada auf und fühlte sich bereits in jungen Jahren zum monastischen Leben hingezogen. Obwohl es in seiner Heimat wenige Benediktinerklöster gab, war er fasziniert von dieser Lebensweise. Später kam er in Kontakt mit der Saint Anselm Abbey, einem Kloster in New Hampshire, das auch eine Universität betreibt. Hier sah er die Möglichkeit, seine Berufung zum Mönch mit seiner Leidenschaft für das Unterrichten zu verbinden. Dies führte ihn letztlich dazu, sich der Gemeinschaft der Benediktiner anzuschließen.
Obwohl viele seiner Mitbrüder den Weg zur Priesterweihe wählten, entschied sich Murphy, Laienbruder zu bleiben. In der Abtei Saint Anselm nahmen Laienbrüder traditionell bereits bedeutende Führungspositionen ein, wie die des Universitätspräsidenten oder Priors, ohne dass sie Priester sein mussten. Murphy selbst sah seine Berufung eher im Lehr- und Wissenschaftsdienst als im priesterlichen Dienst.

## Abtwahl und Bestätigung
Am 30. April 2024 wurde Murphy zum Abt der Saint Anselm Abbey gewählt. Da er kein Priester war, musste seine Wahl vom Vatikan bestätigt werden, was sechs Wochen dauerte. Am 17. Juni 2024 erhielt er schließlich die offizielle Bestätigung und trat sein Amt an. Er ist damit der erste Laien-Abt eines Benediktinerklosters in der Neuzeit. Seine Abtsbenediktion, bei der er den traditionellen Abtsring und den Hirtenstab erhalten soll, soll am 27. September 2024 stattfinden. Ob er auch das Recht hat, eine Mitra zu tragen, befindet sich noch in der Klärung.

## Rolle als Laien-Abt
Murphy sieht seine Rolle als Abt in Übereinstimmung mit der Regel des heiligen Benedikt, die dem Abt die Funktion eines Vaters der Gemeinschaft zuschreibt, unabhängig davon, ob er Priester ist oder nicht. Trotz der einzigartigen Position als Laien-Abt zeigt sich Murphy unbeeindruckt von den äußeren Zeichen der Abtswürde, wie der Mitra. Ihm ist es wichtiger, seine Gemeinschaft zu leiten und die benediktinischen Werte zu fördern.

## Bedeutung und Wirkung
Die Wahl von Isaac Murphy zum Abt wird als bedeutendes kirchliches Ereignis betrachtet, da sie eine neue Ära für die Rolle von Laienbrüdern in geistlichen Gemeinschaften markiert. Sie steht im Einklang mit den Reformen von Papst Franziskus, die Laien mehr Verantwortung in kirchlichen Führungspositionen übertragen. Murphy selbst betont jedoch, dass seine Wahl keine ideologische Richtungsänderung darstelle, sondern auf seine Fähigkeiten und das Vertrauen der Gemeinschaft in ihn als Person zurückzuführen sei.